# Projekt 12700
Projekt 12700 Alexandrit je třída pobřežních minolovek ruského námořnictva. Tato nová plavidla mají umožnit obnovu ruských minolovných sil a plánována je i jejich výroba pro export. Na počátku roku 2023 bylo ve službě sedm jednotek této třídy a další tři byly rozestavěny. Ruské námořnictvo uvádí potřebu až 30 nových minolovek tohoto typu.

## Stavba

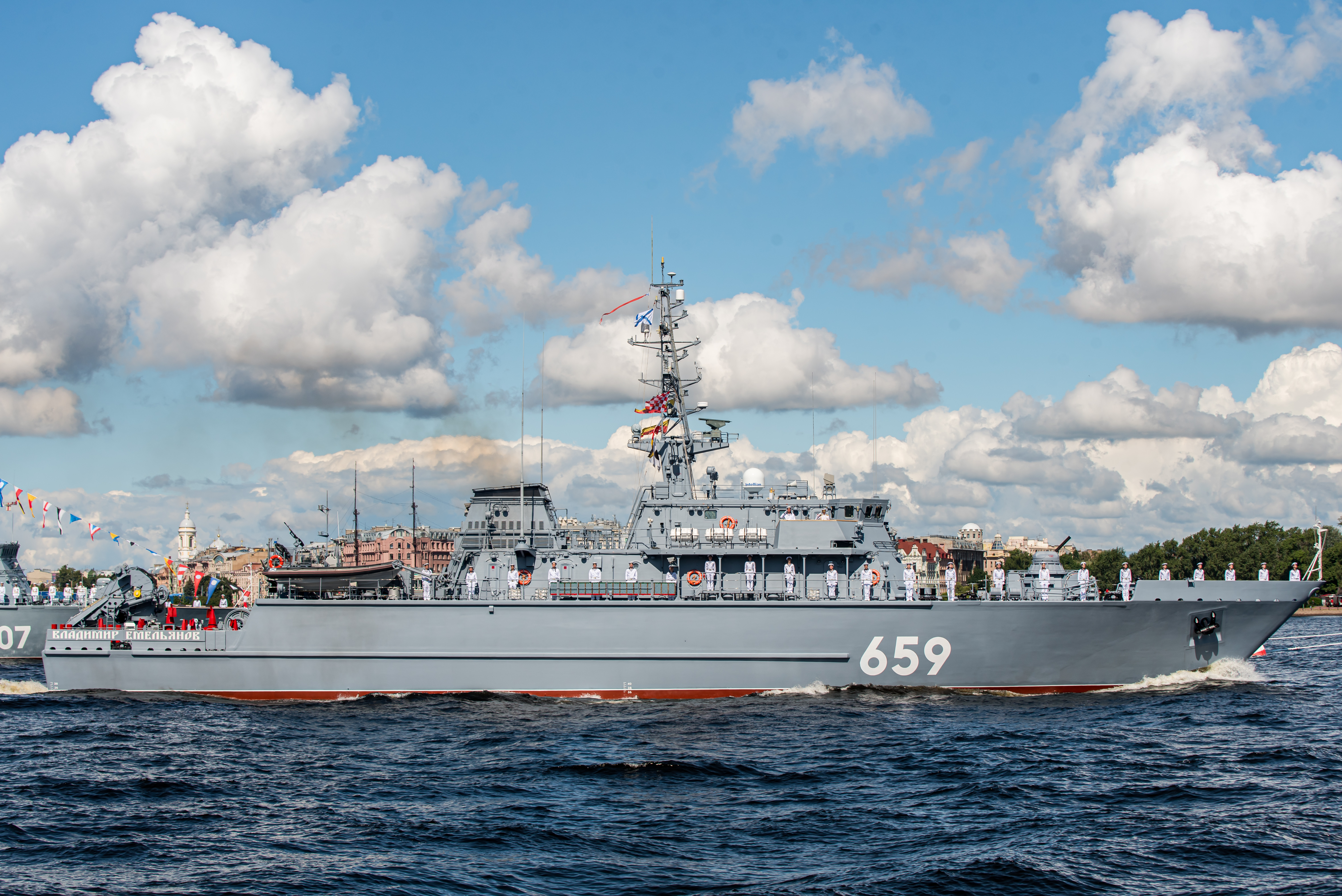
Vladimir Jemeljanov (659)

Minolovky navrhla konstrukční kancelář Almaz. Stavbu provádí loděnice Sredně-Něvskij (součást ruského koncernu United Shipbuilding Corporation - USC) v Petrohradu. Prototypová jednotka byla stavěna od roku 2011. Do služby měla dle původních plánů vstoupit roku 2015. V prosinci 2015 zahájila sérii zkoušek, kvůli kterým bylo plánované přijetí do služby posunuto na polovinu roku 2016. Do služby prototyp Alexandr Obuchov vstoupil v prosinci 2016.
V dubnu 2014 byla objednána stavba dalších tří jednotek této třídy, s plánovaným dodáním v letech 2016–2018. Plavidla mají upravenou příď a odlišnou skladbu vybavení. Poslední čtvrtá jednotka byla rozestavěna v dubnu 2017. Druhá jednotka Georgij Kurbatov byla během stavby 7. června 2016 vážně poškozena požárem. Její dokončení se posunulo o pět let. Proto byla ještě před ní v lednu 2019 do služby přijata třetí minolovka Ivan Antonov.
Jednotky projektu 12700:
| Jméno                     | Založení kýlu     | Spuštěna           | Vstup do služby    | Status                                   |
| ------------------------- | ----------------- | ------------------ | ------------------ | ---------------------------------------- |
| Alexandr Obuchov (507)    | 22. září 2011     | 27. června 2014    | 9. prosinec 2016   | aktivní                                  |
| Georgij Kurbatov (631)    | 24. duben 2015    | 30. září 2020      | 20. srpna 2021     | Během stavby poškozena požárem. Aktivní. |
| Ivan Antonov (601)        | 25. leden 2017    | 25. duben 2018     | 26. leden 2019     | aktivní                                  |
| Vladimir Jemeljanov (659) | 20. duben 2017    | 30. května 2019    | 28. prosince 2019  | aktivní                                  |
| Jakov Baljajev (616)      | 26. prosince 2017 | 29. ledna 2020     | 26. prosince 2020  | aktivní                                  |
| Pjotr Iljičjov (543)      | 25. července 2018 | 28. dubna 2021     | 16. listopadu 2022 | aktivní                                  |
| Anatolij Šlemov (651)     | 12. července 2019 | 26. listopadu 2021 | 29. prosince 2022  | aktivní                                  |
| Lev Černavin (660)        | 24. července 2020 | 14. dubna 2023     | 25. prosince 2023  | aktivní                                  |
| Afanasy Ivannikov (625)   | 9. září 2021      | 9. srpna 2024      | 7. května 2025     | aktivní                                  |
| Poljarnyj (635)           | 12. června 2022   | 24. dubna 2025     |                    | ve stavbě                                |
| Dmitrij Lysov             | 19. června 2023   |                    |                    | ve stavbě                                |
| Semjon Agafonov           | 18. ledna 2024    |                    |                    | ve stavbě                                |
| Viktor Korner             | 16. července 2024 |                    |                    | ve stavbě                                |
| Sergej Preminin           | 16. května 2025   |                    |                    | ve stavbě                                |

## Konstrukce

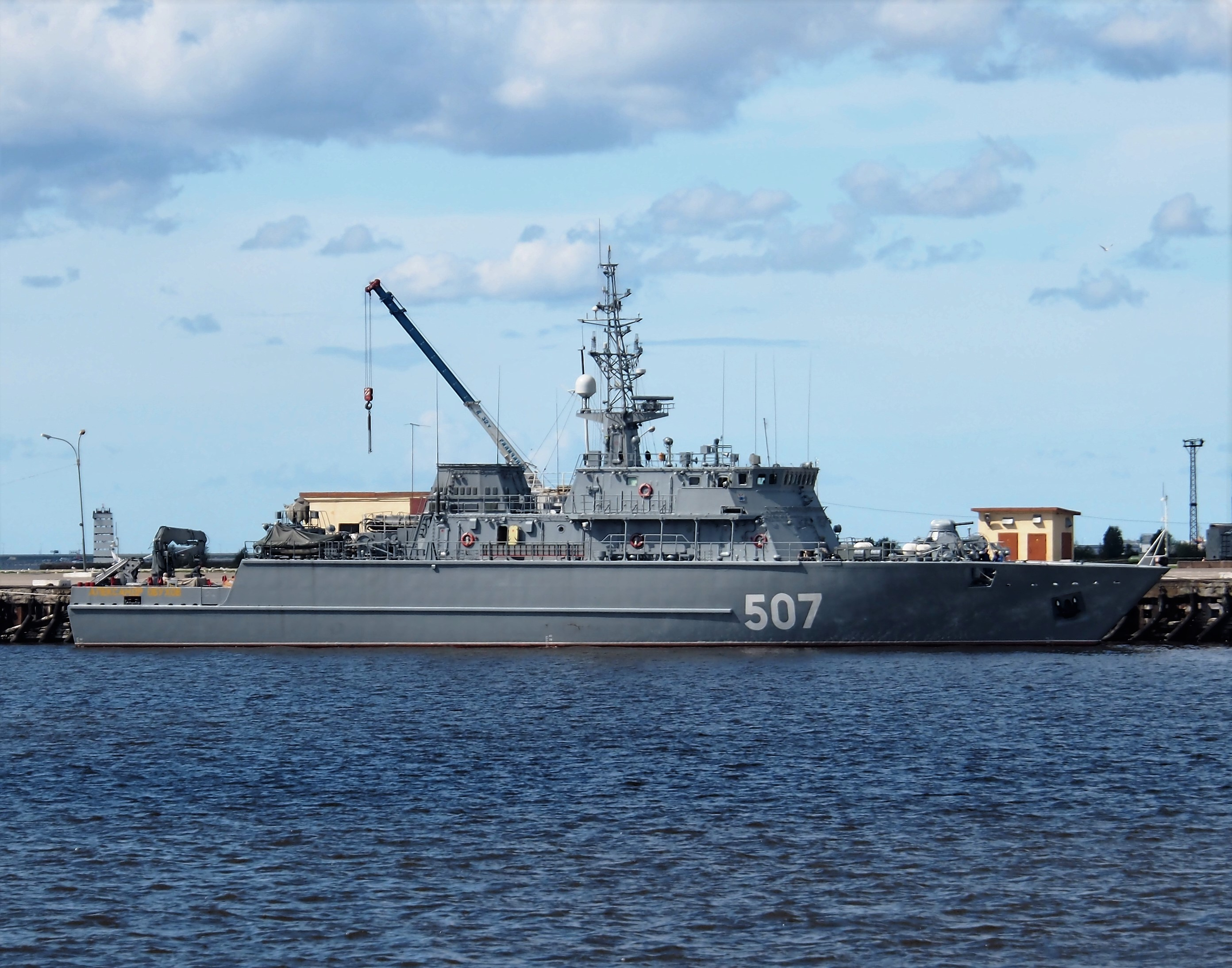
Alexandr Obuchov (507)

Trup minolovky je vyroben ze skelných vláken. Pro vlastní obranu loď nese jeden 30mm kanón AK-306 a jeden 14,5mm kulomet MTPU. K obraně proti napadení ze vzduchu slouží osm protiletadlových řízených střel 9K38 Igla. Pohonný systém tvoří jeden diesel a tři diesel-generátory. Nejvyšší rychlost dosahuje 16,5 uzlu. Dosah je 1600 námořních mil při rychlosti deset uzlů a autonomie dosahuje deseti dnů.

## Export
V roce 2019 Rusko nabídlo Indii exportní verzi této třídy označenou Alexandrit-E. Indie potřebuje nahradit minolovky třídy Pondicherry, vyřazené definitivně roku 2019.